# 아크폭스
아크폭스(영어: Arcfox, 중국어: 极狐)는 2017년에 설립된 베이징에 본사를 둔 베이징 블루파크가 소유 중인 전기 승용차 및 SUV의 중국 브랜드이다.